# Juliusz Studnicki
Juliusz Studnicki (ur. 14 lipca 1906 w Kniażycach, zm. 3 marca 1978 w Warszawie) – polski malarz, rysownik, pedagog. Uprawiał malarstwo ścienne, sztalugowe i rysunek.

## Życiorys
Przodkowie, ze strony ojca, wywodzili się z dawnej litewskiej szlachty Gizbertów. Juliusz Gizbert-Studnicki urodził się w ziemiańskiej rodzinie Juliana (1865–1946), dzierżawcy dóbr Kniażyce, a następnie pracownika Towarzystwa Ubezpieczeniowego „Florianka” w Przemyślu, i Zdzisławy Pauliny z Dembińskich (1870–1952). Miał siostrę i czterech braci Bronisław (1899–1940), zginął w Katyniu, a najmłodszym był Franciszek. Dzieciństwo oraz lata młodzieńcze spędził w Przemyślu, gdzie w 1924 ukończył II Gimnazjum Klasyczne i zdał maturę. W latach 1924–1929 studiował w Wydziale malarstwa ASP w Krakowie, w pracowniach Józefa Mehoffera, Wojciecha Weissa, Karola Frycza oraz Felicjana Szczęsnego Kowarskiego, z którym przeniósł się do Szkoły Sztuk Pięknych w Warszawie. W 1931 wraz z m.in. Karolem Larischem, Wacławem Taranczewskim, Janem Wodyńskim, Krystyną Ładą współzałożył grupę Pryzmat, z którą wystawiał do 1937. Od 1932 do wybuchu II wojny światowej był nauczycielem rysunku i techniki reklamy w Gimnazjum Benedyktynek i w Gimnazjum Kupieckim w Przemyślu. W 1937 odbył półroczne studia u Józefa Pankiewicza w Paryżu. Tam też odbyła się indywidualna wystawa jego prac w Galerie Bernheim-Jeune. Od 1938 wykładał na wakacyjnych kursach rysunkowych w Wiśniowcu, organizowanych przez Liceum Krzemienieckie dla nauczycieli szkół powszechnych. 

W chwili wybuchu wojny przebywał w Krzemieńcu. Pół roku spędził pod sowiecką okupacją, w 1940 przedostał się do Krakowa, gdzie pracował jako barman w Kawiarni Plastyków przy ul. Łobzowskiej 3. 16 kwietnia 1942 został aresztowany w łapance i osadzony w więzieniu Montelupich, następnie przewieziony do obozu koncentracyjnego Auschwitz, otrzymując numer obozowy 33 179. Dzięki staraniom rodziny 1 maja 1942 został zwolniony z obozu. Resztę wojny spędził w Krakowie. 

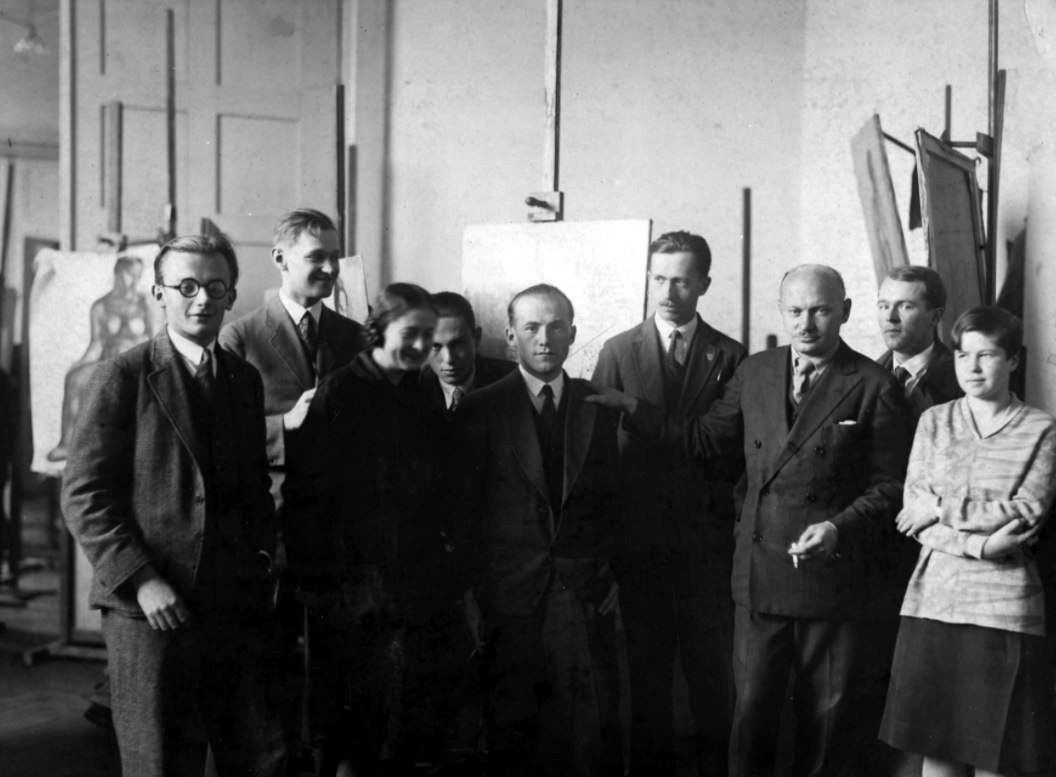
Szkoła Sztuk Pięknych w Warszawie (listopad 1929). Od lewej: Juliusz Studnicki, NN, Maria Szulczewska de Regibus, Marek Żuławski, asystent Jan Sokołowski, Michał Siemiradzki, prof. Felicjan Kowarski, Jan Wodyński, Maria Rużycka.

W 1945 pracował w krakowskim Związku Polskich Artystów Plastyków jako referent mieszkaniowy. Tego samego roku osiedlił się w Sopocie, gdzie współorganizował PWSSP, następnie przeniesioną do Gdańska. W latach 1945–1962 kierował Pracownią Malarstwa na Wydziale Malarstwa. W latach 1949–1950 pełnił funkcję dziekana Wydziału Malarstwa. Był pierwszym prezesem ZPAP Okręgu Gdańskiego. Był inicjatorem Festiwalu Sztuk Plastycznych w Sopocie, współautorem i wykonawcą polichromii zabytkowych kamienic przy ul. Długiej i Długim Targu w Gdańsku, w 1957 na Dworcu PKP w Gdyni oraz zespołu staromiejskiego w Warszawie. Od 1 lutego 1962 był też profesorem Akademii Sztuk Pięknych w Warszawie, gdzie w 1963 zamieszkał na stałe.
Od 1936 był mężem malarki Krystyny Łada-Studnickiej. 
Zmarł w Warszawie, pochowany na cmentarzu Wojskowym na Powązkach (kwatera B35-5-20).

## Ordery i odznaczenia
- Krzyż Komandorskim Orderu Odrodzenia Polski (1965)[5]
- Krzyż Kawalerski Orderu Odrodzenia Polski (22 lipca 1953)[7]

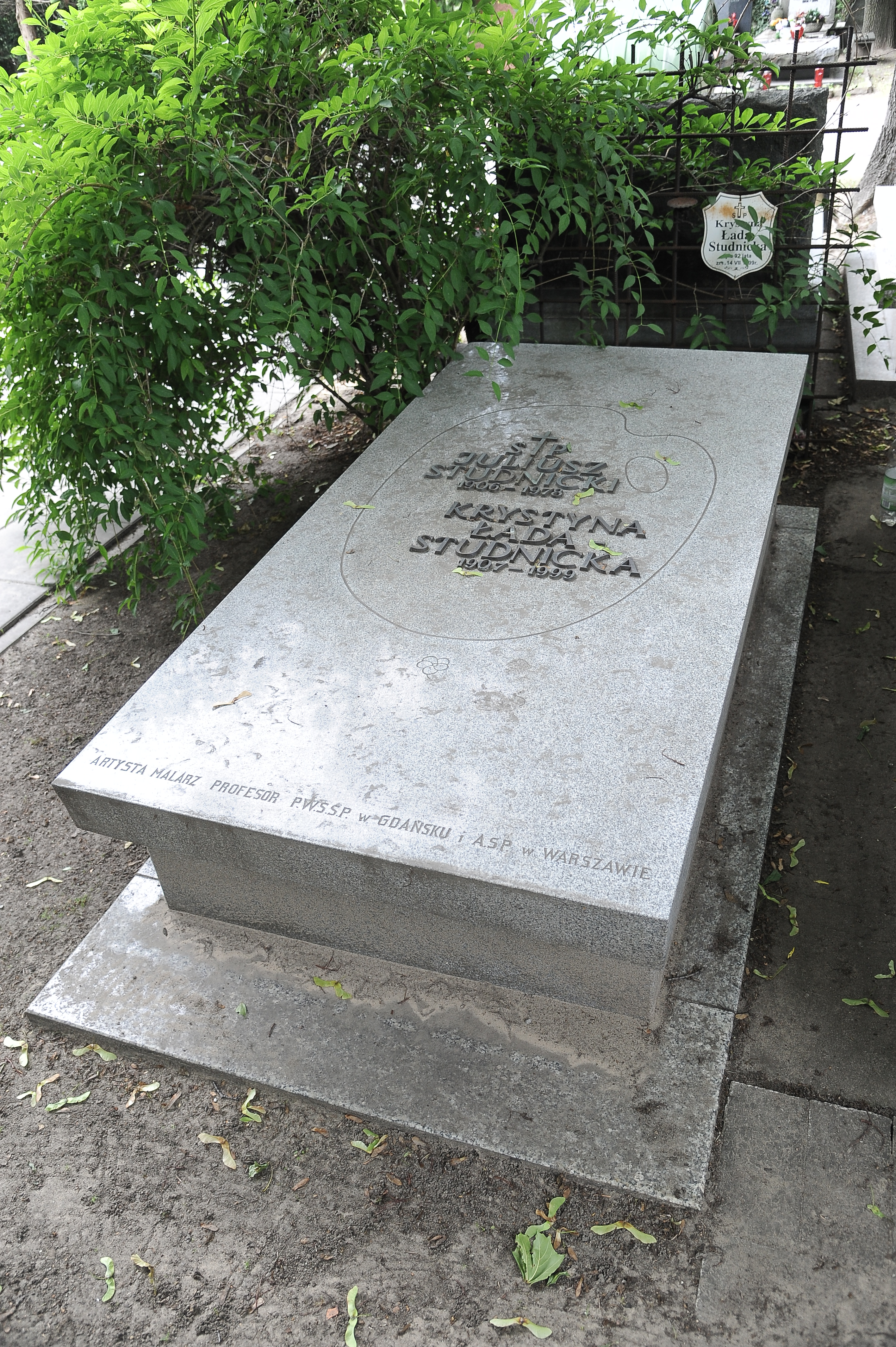
Grób Juliusza Studnickiego na cmentarzu Wojskowym na Powązkach

## Nagrody
- Nagroda Państwowa III stopnia (zespołowa) za obraz Pierwszomajowa manifestacja w roku 1905 wystawiony na Ogólnopolskiej Wystawie Plastyki (1952)[8]
- Nagroda Państwowa II stopnia (zespołowa) za projekty i realizacje polichromii Starego i Nowego Miasta w Warszawie (1953)[4]
- Nagroda Państwowa II stopnia za twórczość malarską w minionym 10-leciu (1955)[9]
- Nagroda Ministra Kultury i Sztuki I stopnia (1965)
- Nagroda Państwowa II stopnia (1970)

## Upamiętnienie
W Gminnym Ośrodku Kultury, Sportu i Rekreacji w Chmielnie znajduje się Izba Pamięci Juliusza Studnickiego.